# Los Patios
Los Patios ist eine Gemeinde (municipio) im Departamento Norte de Santander in Kolumbien. Los Patios gehört zur Metropolregion Cúcuta.

## Geographie
Los Patios liegt in Norte de Santander, in der Region Metropolitana, 7 km südlich von Cúcuta auf einer Höhe von 250 m ü. NN und hat eine Jahresdurchschnittstemperatur von etwa 27 °C. Das Gebiet der Gemeinde liegt in einem Teil der Ostkordillere der Anden, wobei der städtische Teil der Gemeinde auf relativ flachem Gelände liegt. Die Gemeinde grenzt im Norden und Nordwesten an Cúcuta, im Osten an Villa del Rosario, im Südosten an Ragonvalia, im Süden und Südwesten an Chinácota und im Westen an Bochalema und Cúcuta.

## Bevölkerung
Die Gemeinde Los Patios hat 80.235 Einwohner, von denen 77.922 im städtischen Teil (cabecera municipal) der Gemeinde leben. In der Metropolregion leben 892.732 Menschen (Stand: 2019).

## Geschichte
Los Patios erhielt erst 1985 den Status einer Gemeinde. Schon zu Beginn des 19. Jahrhunderts sind auf dem Gebiet der heutigen Gemeinde jedoch Haciendas und Caseríos belegt. Dort fand eine Schlacht des Unabhängigkeitskrieges statt. Diese Batalla de Carrillo, konnte von den Spaniern gewonnen werden. Ein anderer Ort der heutigen Gemeinde war zu der Zeit ein Ort, an dem Aufständische hingerichtet wurden. Einen gewissen Bevölkerungszuwachs erhielt Los Patios im Tausendtagekrieg, da sich dort vertriebene Familien niederließen.

## Wirtschaft
Der wichtigste Wirtschaftszweig von Los Patios ist die Landwirtschaft, die im ländlichen Teil der Gemeinde betrieben wird. Allerdings ist die Gemeinde von Landflucht stark betroffen.